# Nová Ves III
Nová Ves III je vesnice v okrese Kolín, součást obce Svojšice. Nachází se 1,5 kilometru jihozápadně od Svojšic. V těsném sousedství leží rybník Utopenec na potoku Bečvárka, který je pravostranným přítokem řeky Výrovky.

## Historie
Vesnici založil oddělením polí od vrchnostenského dvora ve Svojšicích hrabě Michal Thun v roce 1683 pod názvem Michelsdorf – Michalova ves. Název vsi se však mezi místními osmi chalupníky neujal a tak začali osadu nazývat Neudorf neboli Nová Ves.
Vesnice se po roce 1718 rozrostla o dalších pět domů na příkaz hraběnky Barbory Věžníkové, majitelky svojšického panství. Ze třinácti domů doložených roku 1757 se vesnice rozrostla na 37 domů a 228 obyvatel v roce 1843 a padesát domů s 279 obyvateli v roce 1910. V roce 1915 bylo obyvatelé v Nové Vsi zaměstnáno třináct obyvatel v zemědělství, dále byl ve vsi jeden hostinský, jeden kupec, jeden krejčí, 37 domkařů, jeden obuvník a ostatní byli dělníci.

## Další fotografie

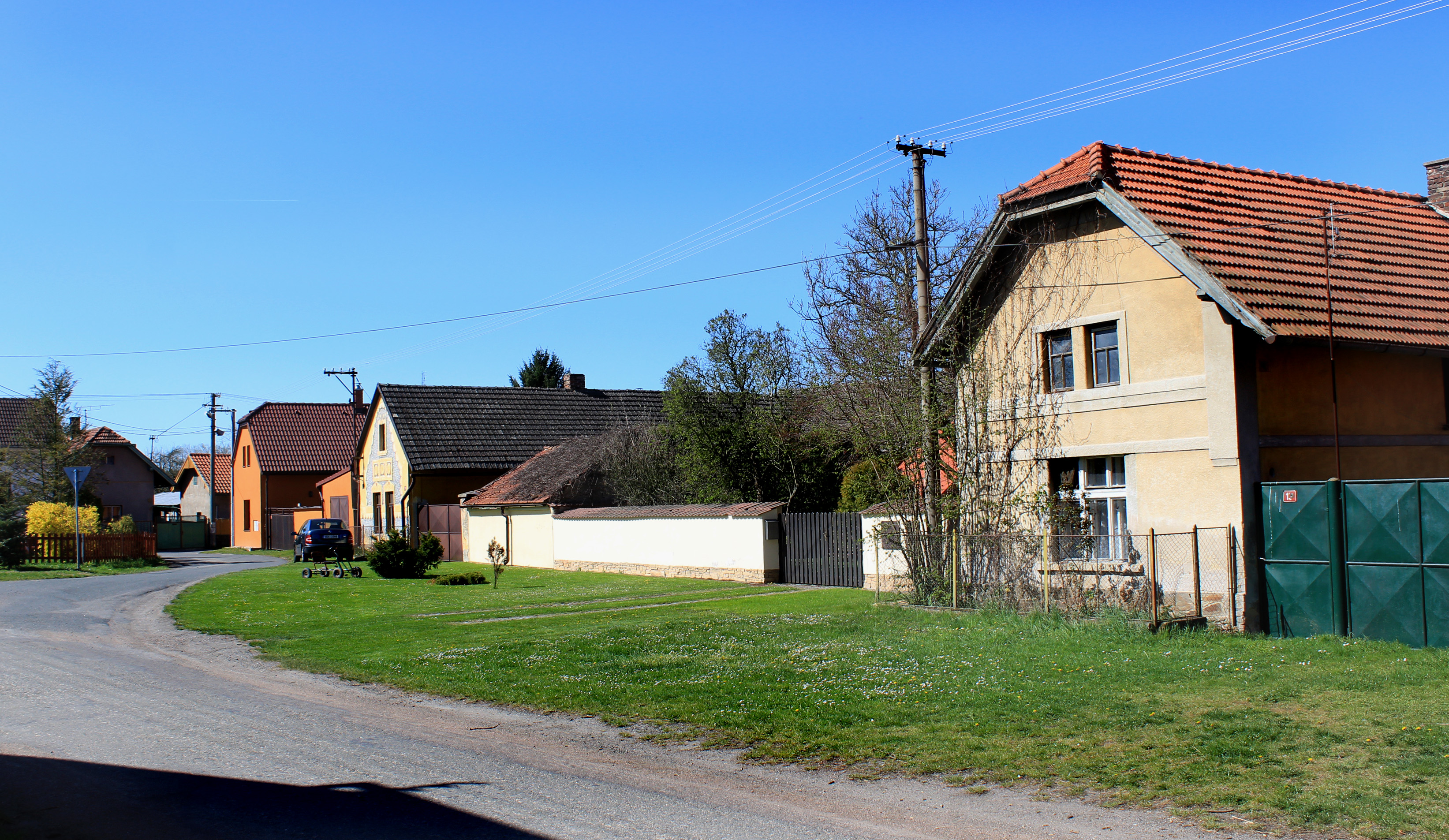
Náves
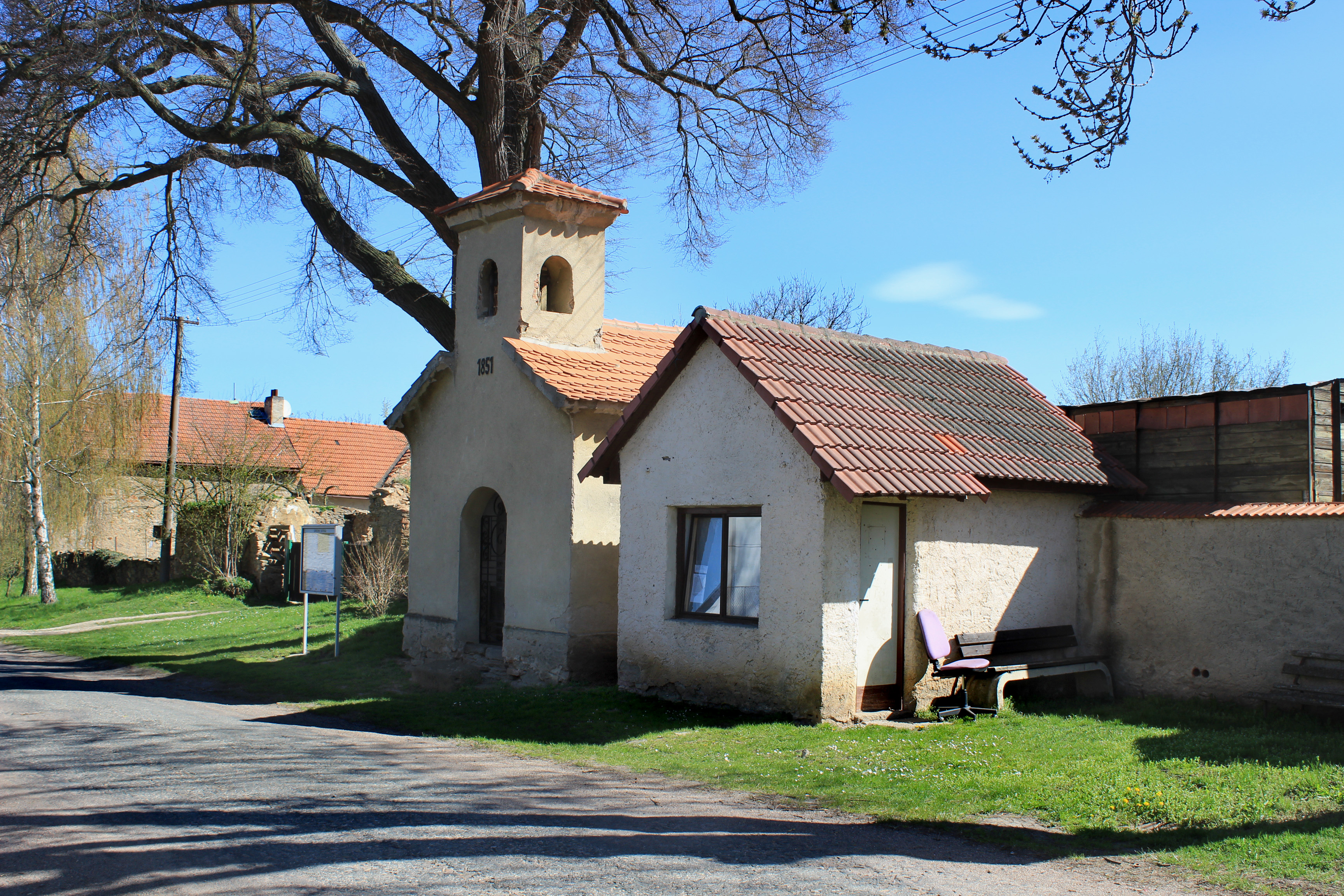
Kaple
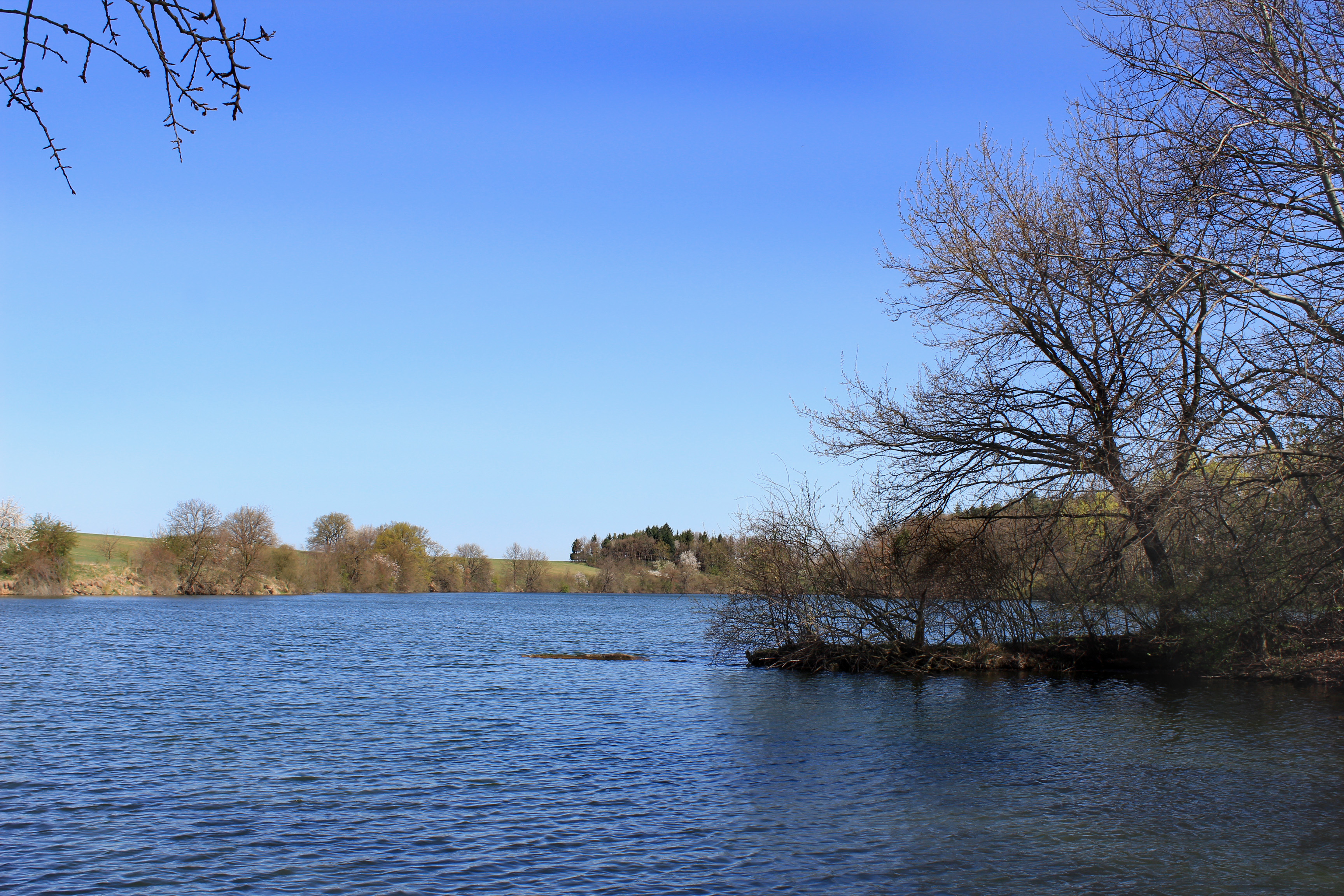
Rybník Utopenec